# Ноготков-Оболенский, Иван Андреевич
Ива́н Андре́евич Ноготков-Оболенский (ум. 1585) — русский воевода во времена правления Ивана IV Васильевича Грозного и Фёдора Ивановича.
Из княжеского рода Ноготковых-Оболенских, первый воевода Царевококшайска (ныне Йошкар-Ола).
Младший сын Андрея Васильевича Ноготкова-Оболенского, внук В. А. Ноготкова, братья — Михаил и Фёдор.

## Биография

### Служба Ивану Грозному
В 1576 году воевода в Казани.
В 1580 году второй воевода Большого полка в войсках, расположенных на берегу Оки, после чего направлен воеводой Передового полка, расположенного в Калуге, где упоминается и в 1581 году. Находясь на воеводстве затеял местнический спор с первым воеводой Большого полка князем М.Н. Одоевским.
В 1582 году первый воевода, идёт в Муром и далее осенью воеводой Сторожевого полка к Казани в помощь князю Ивану Михайловичу Елецкому в подавлении восстания луговых черемис , вошедшего в историографию, как Третья черемисская война. В это время вновь местничает с руководителем похода князем И.М. Воротынским и князем А.П. Куракиным, требуя более высокой должности и не приступая к службе. Для разбирательства дела был направлен Б.В. Воейков, который на некоторое время заключил князя Ивана Андреевича в тюрьму.
В мае 1583 года под руководством Ивана Воротынского также участвовал в подавлении восстания горных черемис. Был направлен к Алатыри воеводой Большого полка конной рати, где участвовал в сражениях на Луговой стороне. После завершения похода, в конце зимы 1583 года стал первым воеводой в Нижнем Новгороде.
В 1584 году вновь отправился на подавление казанцев, луговых и горных черемис, где вновь местничал с воеводой Передового полка Данилой Григорьевичем Сабуровым, родственником по линии жены. 12 октября 1584 года князь Иван Андреевич уклонился от суда: "Отвечати мне недосуг, наряжаюся на государеву службу", в связи с назначением воеводой Большого полка во вновь заложенный Царёв город. Царским указом от 1 ноября 1584 года предписывалось: "Лета 7093-го ноября в 1 день государь царь и великий князь Федор Иванович всеа Русии указал послати в новой Царев город с нарядом и з запасы воевод на три полки: в большом полку воевода князь Иван Ондреевич Ноготков да голова князь Григорей Вельской; в передовом полку воевода князь Иван Васильевич Гагин-Великого; в сторожевом полку князь Петр Шеховской; А как воеводы запасы и наряд в город привезут и быти в Цареве городе воеводам князю Ивану Ноготкову да Михаилу Александрову, сыну Нагово, в городничих быти Звяге Воейкову, а князю Ивану Гагину итти в Казань, а князя Петра Шеховского да князя Григорья Вельского велено отпустить".

#### Служба Фёдору Ивановичу
В 1584 году, после смерти Ивана Грозного, по указу нового царя Фёдора Ивановича во главе отряда в конце декабря —  начале января 1585 года прибыл в новый Царёв Город на Кокшаге, где был назначен первым воеводой, руководившим возведением Царевококшайского кремля. Вновь назначен первым воеводой Большого полка в поход против луговой черемисы.
Умер до марта 1585 года.

## Семья
Женат на дочери боярина Богдана Юрьевича Сабурова — Домне, сестре Евдокии, первой жены царевича Ивана Ивановича. Жена являлась тёткой царевны Ксении Борисовны Годуновой. Потомства не оставили.

## Память

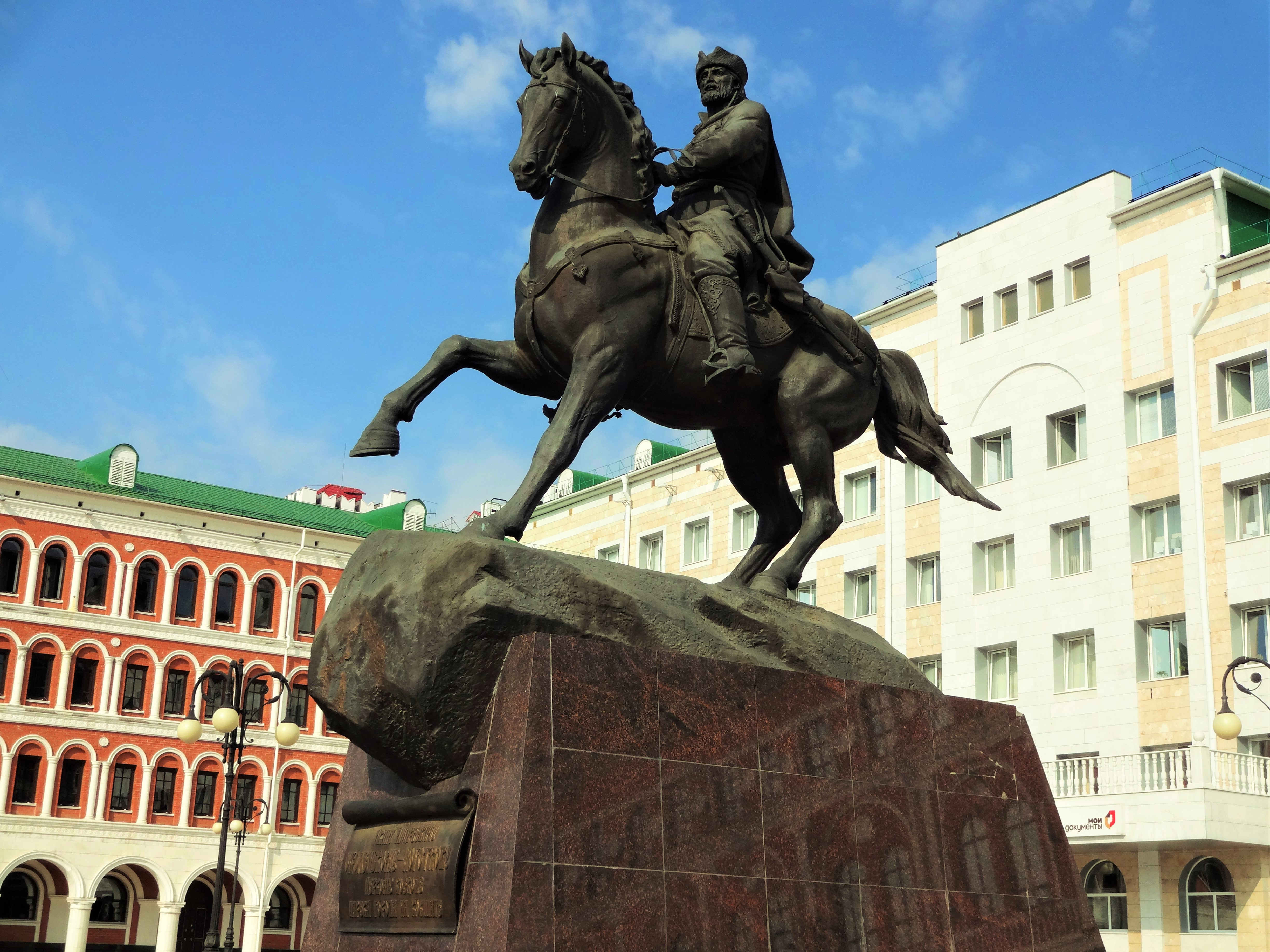
Памятник Оболенскому-Ноготкову на одноимённой площади в Йошкар-Оле

Ныне в Йошкар-Оле имеется площадь Оболенского-Ноготкова, названная в его честь, а также скульптором Андреем Ковальчуком был возведён памятник в виде вооружённого всадника, облаченного в военные доспехи своего времени. Воевода изображён всадником на коне с царской грамотой в правой руке, символизирующей его власть. Конная скульптура стоит на постаменте из дикого камня, установленного на площадке из гранитных плит. Скульптура отлита из металла и весит более шести тонн. Общая высота монумента составляет порядка пяти метров.